# Brasil Tennis Cup 2015
Brasil Tennis Cup 2015 — жіночий тенісний турнір, що проходив на відкритих кортах з ґрунтовим покриттям. Це був третій за ліком Brasil Tennis Cup. Належав до категорії International у рамках Туру WTA 2015. Відбувся у Флоріанополісі (Бразилія). Тривав з 27 липня до 1 серпня 2015 року.

## Очки і призові

### Розподіл очок
| Дисципліна       | П   | Ф   | ПФ  | ЧФ | 1/8 | 1/16 | Q   | Q2  | Q1  |
| Одиночний розряд | 280 | 180 | 110 | 60 | 30  | 1    | 18  | 12  | 1   |
| Парний розряд    | 280 | 180 | 110 | 60 | 1   | Н/Д  | Н/Д | Н/Д | Н/Д |

### Розподіл призових грошей
| Дисципліна       | П       | F       | ПФ      | ЧФ     | 1/8    | 1/16   | Q2     | Q1   |
| Одиночний розряд | $43,000 | $21,400 | $11,500 | $6,175 | $3,400 | $2,100 | $1,020 | $600 |
| Парний розряд    | $12,300 | $6,400  | $3,435  | $1,820 | $960   | Н/Д    | Н/Д    | Н/Д  |

## Учасниці основної сітки в одиночному розряді

### Сіяні
| Країна    | Гравчиня            | Рейтинг1 | Сіяна |
| --------- | ------------------- | -------- | ----- |
| Німеччина | Татьяна Марія       | 64       | 1     |
| Хорватія  | Айла Томлянович     | 69       | 2     |
| Німеччина | Анніка Бек          | 77       | 3     |
| Бразилія  | Тельяна Перейра     | 80       | 4     |
| США       | Бетані Маттек-Сендс | 115      | 5     |
| США       | Луїза Чиріко        | 128      | 6     |
| Німеччина | Лаура Зігемунд      | 130      | 7     |
| Польща    | Паула Канія         | 136      | 8     |

- Рейтинг подано станом на 20 липня 2015.

### Інші учасниці
Нижче наведено учасниць, які отримали вайлдкард на участь в основній сітці:
- Кароліна Алвіс
- Марія Фернанда Алвеш
- Луїза Стефані

Нижче наведено гравчинь, які пробились в основну сітку через стадію кваліфікації:
- Сінді Бюргер
- Сусанне Селік
- Андреа Гаміс
- Квірін Лемуан
- Анастасія Пивоварова
- Лаура Поус-Тіо

### Знялись з турніру
До початку турніру
- Беатріс Аддад Майя → її замінила  Анастасія Севастова
- Юганна Ларссон → її замінила  Паула Ормаечеа
- Юлія Путінцева → її замінила  Тереза Мартінцова
- Сара Соррібес Тормо → її замінила  Габріела Се

## Учасниці основної сітки в парному розряді

### Сіяні
| Країна     | Гравчиня      | Країна    | Гравчиня                | Рейтинг1 | Сіяна |
| ---------- | ------------- | --------- | ----------------------- | -------- | ----- |
| Люксембург | Менді Мінелла | Іспанія   | Марія Тереса Торро Флор | 153      | 1     |
| Аргентина  | Марія Ірігоєн | Польща    | Паула Канія             | 176      | 2     |
| Румунія    | Елена Богдан  | США       | Ніколь Мелічар          | 198      | 3     |
| Німеччина  | Анніка Бек    | Німеччина | Лаура Зігемунд          | 230      | 4     |

- Рейтинг подано станом на 20 липня 2015.

### Інші учасниці
Нижче наведено пари, які отримали вайлдкард на участь в основній сітці:
- Carolina Alves /  Луїза Стефані
- Еріка Дрозд Перейра /  Інгрід Гамарра Мартінс

### Знялись з турніру
Під час турніру
- Сінді Бюргер (травма правого ліктя)

## Переможниці

### Одиночний розряд
- Тельяна Перейра —  Анніка Бек, 6–4, 4–6, 6–1

### Парний розряд
- Анніка Бек /  Лаура Зігемунд —  Марія Ірігоєн /  Паула Канія, 6–3, 7–6(7–1)